# Yushi
Yushi (kinesiska: 禹石街道, 禹石) är en socken i Kina. Den ligger i provinsen Shandong, i den östra delen av landet, omkring 45 kilometer nordväst om provinshuvudstaden Jinan.
Genomsnittlig årsnederbörd är 818 millimeter. Den regnigaste månaden är juli, med i genomsnitt 297 mm nederbörd, och den torraste är januari, med 5 mm nederbörd.